# Wetgevende macht
De wetgevende macht is een grootheid uit het staatsrecht. Deze staatsmacht bepaalt de inhoud van de wetten in een land. De wetgevende macht in een land maakt de wet. De wet bestaat uit regels waar iedereen zich in dit land aan dient te houden. In de meeste westerse democratieën worden de wetten gemaakt in het parlement, al dan niet op voordracht van de regering. 

## Scheiding der machten
Er zijn in een staatsbestel formeel drie verschillende machten:
- de wetgevende macht
- de uitvoerende macht
- de rechterlijke macht

In een democratie worden deze machten gescheiden, volgens het principe van de trias politica. Dat betekent dat niet één persoon of één orgaan deze machten tegelijk kan uitoefenen. Ook wordt in een democratie de wetgevende macht door het volk beoefend of, in een representatieve democratie, door een in vrije verkiezingen gekozen, benoemde en gemachtigde representatie die dat namens het volk doet.

## België
In België geldt hetzelfde voor de wetten waarvoor de federale staat bevoegd is: Kamer en Senaat moeten de wet goedkeuren. Voor een grondwetswijziging is een 2/3-meerderheid nodig; sommige wetten vereisen een "gekwalificeerde" meerderheid, dus een meerderheid in elke taalgroep. Wetten waarvoor het Vlaams gewest of de Vlaamse gemeenschap bevoegd zijn, moeten alleen een meerderheid in het Vlaams parlement halen.

## Nederland
In Nederland vormen de Eerste Kamer der Staten-Generaal en de Tweede Kamer der Staten-Generaal en de regering samen de wetgevende macht. In Nederland moeten alle wetten door een meerderheid in de Eerste en Tweede Kamer aangenomen worden, wijzigingen in de Grondwet door een meerderheid van ten minste twee derde. De uitvoerende macht wordt gevormd door de koning en zijn ministers met hun ambtenaren. Er is dus een overlap, en geen strikte scheiding tussen wetgevende en uitvoerende macht. De rechterlijke macht is wel onafhankelijk. De wetgevende macht stelt regels en wetten op en bestaat uit de regering en het parlement. Als eerst wordt er een wetsvoorstel bedacht. De meeste wetsvoorstellen komen uit de regering. Af en toe komt de Tweede kamer ook met een wetsvoorstel. Dit gaat dan gelijk door naar de Eerste Kamer. De Eerste en Tweede Kamer moeten nadat de regering een wet heeft opgesteld instemmen met het wetsvoorstel. Eerst gaat het wetsvoorstel naar de Tweede Kamer, zij mogen de wet aannemen, veranderen ('amenderen', dat wil zeggen aanpassen c.q. wijzigen middels een amendement) of verwerpen. De Tweede Kamer stuurt het voorstel vervolgens door naar de Eerste Kamer, behalve als ze de wet hebben verworpen. De Eerste Kamer kan het wetsvoorstel aannemen of verwerpen, dus niet veranderen. Als er door haar niet wordt ingestemd kan het voorstel ook geen wet worden. Als de Eerste Kamer het wetsvoorstel wel aanneemt moet de wet door de koning worden bekrachtigd en dan is het de verantwoordelijkheid van de minister van justitie en veiligheid om de wet bekend te maken.